# Гафетофт
Гафетофт (нім. Havetoft) — громада в Німеччині, розташована в землі Шлезвіг-Гольштейн. Входить до складу району Шлезвіг-Фленсбург. Складова частина об'єднання громад Зюдангельн.
Площа — 14,53 км2. Населення становить 914 ос. (станом на 31 грудня 2020).